# Bộ Sách (彳)
Bộ Sách, bộ thứ 60 có nghĩa là "bước chân trái" là 1 trong 31 bộ có 3 nét trong số 214 bộ thủ Khang Hy.
Trong Từ điển Khang Hy có 215 chữ (trong số hơn 40.000) được tìm thấy chứa bộ này.

## Tự hình Bộ Sách (彳)

Kim văn
Đại triện
Tiểu triện

## Chữ thuộc Bộ Sách (彳)
| Số nét bổ sung | Chữ                                              |
| -------------- | ------------------------------------------------ |
| 0              | 彳                                               |
| 3              | 彴/bột/ 彵/dĩ/                                   |
| 4              | 彶/cấp/ 彷/bàng/ 彸/chung/ 役/dịch/ 彺 彻/triệt/ |
| 5              | 彼 彽 彾 彿 往 征 徂 徃 径                       |
| 6              | 待 徆 徇 很 徉 徊 律 後 徍                       |
| 7              | 徎 徏 徐 徑 徒 従 徔 徕                          |
| 8              | 徖 得 徘 徙 徚 徛 徜 徝 從 徟 徠 御 徢 徣        |
| 9              | 徤 徥 徦 徧 徨 復 循 徫                          |
| 10             | 徬 徭 微 徯 徰                                   |
| 11             | 徱 徲 徳 徴                                      |
| 12             | 徵 徶 德 徸 徹 徺                                |
| 13             | 徻 徼                                            |
| 14             | 徽 徾                                            |
| 16             | 徿                                               |
| 17             | 忀 忁                                            |
| 18             | 忂                                               |